# Thyrostroma compactum
Thyrostroma compactum är en svampart som först beskrevs av Pier Andrea Saccardo, och fick sitt nu gällande namn av Franz Xaver von Höhnel 1911. Thyrostroma compactum ingår i släktet Thyrostroma och familjen Botryosphaeriaceae.   Inga underarter finns listade i Catalogue of Life.